# MTV On the Beach
MTV On The Beach è stato un programma che andava in onda su MTV Italia da giugno a settembre, dal lunedì al venerdì, condotto in rotazione da tutti i Vj's della rete.
Il programma andava in onda da spiagge molto conosciute, ogni anno cambiando luogo (Messico, Ibiza e Italia), con i Vj's di MTV che interagivano con i bagnanti. Nella maggior parte dei casi le persone che venivano intervistate erano trascinate a partecipare a dei giochi da spiaggia. Piccoli spazi del programma erano dedicati a mini servizi che presentavano la storia del luogo oppure piccole avventure nei luoghi più significativi del posto. Non mancavano le attività di sport estremo e la musica, oltre ai videoclip dei brani più ascoltati dell'estate.
MTV On The Beach era anche la sede estiva di alcuni programmi, come "Dancefloor Chart".
Nell'ultima puntata della stagione, tutti i Vj's si riunivano per una puntata speciale, ripercorrendo i momenti più belli del programma.

## Storia di On the beach
Queste le varie edizioni del programma cult di MTV Italia.

### Edizione 1998
Condotta da Daniele Bossari insieme a Victoria Cabello

### Edizione 1999
Condotta da Daniele Bossari insieme a Kris & Kris.

### Edizione 2000
Condotta da Marco Maccarini insieme a Kris & Kris. I tre vj hanno trascorso l'estate nelle più belle spiagge dell'America e del Messico.

### Edizione 2001
Condotta da Francesco Mandelli, Valeria Bilello e Marco Maccarini. I tre vj accompagnati di volta in volta dagli altri vj della rete (tra i quali Kris & Kris, Gip Cutrino e Marcello Martini) hanno trascorso l'estate nelle spiagge della Spagna.

### Edizione 2002
Condotta da Camila Raznovich, Valeria Bilello, Fabrizio Biggio, Gip Cutrino e Francesco Mandelli.

### Edizione 2003
Condotta da Francesco Mandelli, Valeria Bilello e Paolo Ruffini. I tre vj accompagnati di volta in volta dagli altri vj della rete (tra i quali Marco Maccarini, Rodrigo Caravita, Chiara Ricci ed Enrico Silvestrin) hanno trascorso l'estate nelle spiagge della Spagna
N.B. Per tre settimane la troupe composta dai tre vj con la partecipazione straordinaria di Marco Maccarini e il cantante Simone Patrizi si è spostata in montagna, nelle Alpi della Francia.

### Edizione 2004
Condotta da Valeria Bilello e Chiara Ricci. Le due vj accompagnate di volta in volta da altri personaggi del mondo dello spettacolo (tra i quali Luca Argentero e i comici Omar Fantini, Davide Paniate ed Andrea Santonastaso) hanno trascorso l'estate nelle spiagge della Spagna.

## La fine del programma
Nelle estati successive il programma cambia nome e forma dando vita nell'estate 2005 a Viva Las Vegas e nell'estate 2006 a Switch Trip.